# Leonid Maximovič Leonov
Leonid Maximovič Leonov (19.jul./ 31. května 1899greg. Moskva – 8. srpna 1994), byl ruský a sovětský spisovatel a dramatik.

## Životopis
Narodil se v moskevské kupecké čtvrti Zarjaďje, kde měl jeho dědeček krám. Jeho otec Maxim Leonidov Leonov byl novinář, carem i s rodinou vyhnán do Archangelska. Leonidovi se zde líbilo a později se tamní kraj objevil v řadě jeho povídek a novel. V ruské občanské válce byl v armádě, nejprve jako voják, poté i jako novinář. Své literární prvotiny, zejména poezii, podepisoval pseudonymem Lapoť. Po roce 1925 začal psát romány, z nichž řada byla brzy vydána v zahraničí. Mimo psaní knih se odhodlal v třicátách letech k napsání celé řady mnohdy velice úspěšných dramat.
I nadále působil jako aktivní novinář, po válce psal např. o ochraně pracovního prostředí, ochraně přírody a památek, o estetice pracovních nástrojů.
Jeho novely se zabývají etickými problémy Ruska mezi roky 1917–1941, je však nutno mít na paměti, že jeho pojetí těchto problémů je v rámci „socialistické morálky“. Celá řada jeho prací byla vydána v češtině.
Po roce 1960 dostal možnost cesty po Americe a i tyto prožitky využil ve své tvorbě. Byl veřejně činný v mírovém hnutí, byl poslanec Nejvyššího sovětu. Roku 1967 dostal státní cenu SSSR, poté i Leninovu cenu a roku 1972 byl zvolen do Akademie věd SSSR a stal se také členem obdobné instituce v Jugoslávii.
Uměl psát nejen knihy poplatné době, ale i romantické milostné příběhy, věnoval se starým legendám, napsal bajky i pohádky, desítky povídek různých žánrů. Mnohé z nich se dočkaly několika vydání

## Výběr díla
- Seznam děl v Souborném katalogu ČR, jejichž autorem nebo tématem je Leonid Maximovič Leonov

- Jezevci, první a úspěšný román z vesnického prostředí z roku 1924. Líčí odpor ruské vesnice k revoluci a zatuchlost moskevského předměstí.
- Kasař, z roku 1927. Psychologický příběh někdejšího revolucionáře, v němž autor analyzuje krach revolučních aktivit.
- Dravá řeka z roku 1929, inspirován pobytem na stavbách první pětiletky
- Skutarevskij z roku 1930, jak význačný fyzik našel cestu k revoluci
- Kobylky, novela z roku 1930 o boji proti nim v Turkménii
- Cesta za oceán, rok 1934, příběh komunisty Kurilova
- Dobytí Velikošumska, rok 1944, válečný román
- Ruský les – 1954, za tento román z obdoby války získal Leninovu cenu. Na tématu vědeckého sporu poctivce Vichrova a sobeckého Gracianského o osud hynoucích ruských lesů pojednává román vítězství života nad smrtí, které se dále zrcadlí ve spletitém osudu mladičké Pojly Vichrovové.
- Útěk Mr.Mac Kinsleye, fantastická, protiválečná groteska
- Eugenija Ivanovna, příběh ruské emigrantky

### Drama
- Vpád – 1942, jedno z nejlepších ruských válečných dramat
- Ruský les – 1953
- Zlatý kočár – 1955